# .ga
.ga è il dominio di primo livello nazionale assegnato al Gabon.
È amministrato dalla Agence Nationale des Infrastructures Numériques et des Fréquences (ANINF).
Fino al 2023 la società olandese Freenom ha offerto domini gratuiti .ga, nonostante nel 2015 abbia ricevuto una sospezione di 90 giorni da parte dell'ICANN. Nel giugno 2023 ANINF ha annunciato che eliminerà numerosi dei 7 milioni di domini registrati da Freenom, grazie all'assistenza tecnica di Afnic, gestore del dominio .fr.
Nel 2012 Kim Dotcom ha provato a registrare il dominio me.ga.